# Ličje
Ličje (en serbe cyrillique : Личје) est un village de Serbie situé dans la municipalité de Gadžin Han, district de Nišava. Au recensement de 2011, il comptait 269 habitants.

## Démographie

### Évolution historique de la population
| 1948  | 1953  | 1961  | 1971  | 1981 | 1991 | 2002 | 2011 |
| ----- | ----- | ----- | ----- | ---- | ---- | ---- | ---- |
| 1 540 | 1 519 | 1 488 | 1 264 | 982  | 643  | 414  | 269  |

|  |